# Algokracie
Algokracie (anglicky algocracy) může být definována jako vláda algoritmu či socio-ekonomický systém, který je moderován až zcela ovládán počítačovým kódem – algoritmem. V českém prostředí se tomuto tématu věnuje například programátor a odborník na umělou inteligenci Josef Holý.

## Hrozby
V souvislosti s algokracií lze hovořit minimálně o dvou možných morálních a politických hrozbách:
- obava skrytosti: jde o obavy způsobené shromažďováním a využíváním údajů občanů těmito systémy, kdy v mnoha případech může k této činnosti docházet bez souhlasu dotyčné osoby
- obava neprůhlednosti: v tomto případě se jedná o obavy vyplývající z fungování těchto systémů způsobem, který lidský rozum není, z důvodu nepřístupnosti či neprůhlednosti, schopen pojmout.